# Eduardo Massari
Eduardo Massari (Spinazzola, 8 luglio 1874 – Napoli, 31 dicembre 1933) è stato un magistrato e giurista italiano.

## Biografia
Figlio di Filippo Massari, consigliere di Corte d'appello, si laureò in giurisprudenza presso l'Università di Napoli e, sempre nella città partenopea, svolse il ruolo di pretore. Tale ufficio venne ricoperto sino al 1904 per poi passare alla procura generale. Nel 1920 si dimise da magistrato e iniziò l'attività accademica, in qualità di professore di diritto penale, presso l'università di Messina. Nel 1921, svolse la propria attività di docente a Cagliari, per poi trasferirsi, l'anno successivo, a Pisa per insegnare nella locale università. Nel 1925, ottenne la cattedra presso l'università di Napoli. Nello stesso anno, fu incluso nella commissione di giuristi finalizzata a redigere il codice penale italiano.
Nella sua produzione scientifica si oppose al positivismo polemizzando con i seguaci di Enrico Ferri.

## Opere principali
- Le agenzie d'informazione e il delitto di diffamazione, 1906).
- Il processo penale , 1906.
- La norma penale, 1913).
- La tutela penale degli usi di guerra, 1916.
- Corso di diritto penale. Parte generale, 1925-26.
- Il momento esecutivo del reato. Contributo alla teoria dell'atto punibile, 1923.
- Le dottrine generali del diritto penale. Corso di lezioni universitarie, 1927.
- Lineamenti del processo penale italiano, 1927.
- Il processo penale nella nuova legislazione italiana, 1932.
- L'interesse ad agire nel procedimento di accusa, 1933.